# Roxfort
A Roxfort Boszorkány- és Varázslóképző Szakiskola (Hogwarts School of Witchcraft and Wizardry) J. K. Rowling regénysorozatának, a Harry Potternek fő helyszíne. Ennek az intézménynek tanulója Harry Potter és két legjobb barátja, Hermione Granger és Ronald Weasley is.

## Áttekintés

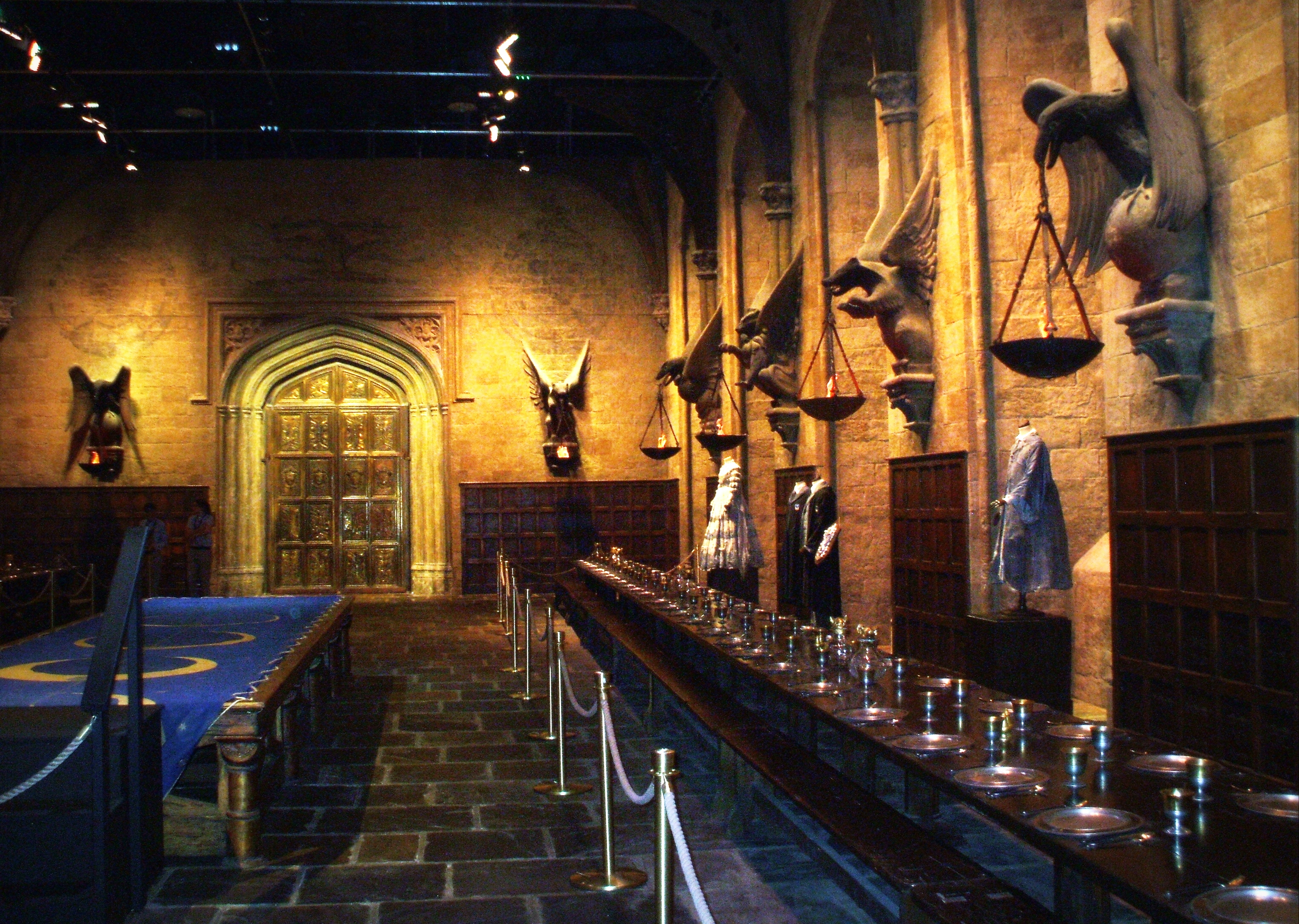
Roxfort, a filmekben látható nagyterem
(Warner Bros. Studios, Leavesden, Nagy-Britannia)

A Harry Potter-könyvekben Roxfortot az Egyesült Királyság egyetlen jelentős varázslóiskolájaként ismerhetjük meg, amely a mágikus képességekkel rendelkező tanulókból nevel képzett boszorkányokat és varázslókat. Roxfort intézményét nem taglalják bőségesen a könyvek, de ismert, hogy egy koedukált, középiskolának megfelelő szintű, bentlakásos iskola, amelynek diákjai 11–17 évesek, létszáma pedig 600 körülire tehető.
Néhány további varázslóiskolát is megismerhetünk név szerint a Harry Potter könyvekből: a Beauxbatons Mágusakadémia Franciaországban található, míg a Durmstrang Mágusintézet Közép- vagy Kelet-Európa északi részén. Egy másik lehetséges iskola a Szálemi Boszorkányintézet, amely talán Észak-Amerikában található. Ezt az intézményt néhány középkori boszorkánnyal kapcsolatban említik a Harry Potter és a Tűz Serlegében, de J.K. Rowling nem erősítette meg, hogy ez valóban egy egyesült államokbeli iskola lenne. Szintén a Tűz Serlegében említést tesznek egy brazil iskoláról.
A mágia távoktatása is létező intézmény. Ezt a tanulási módot választotta például Argus Frics, amit Harry másodéves korában véletlenül derít ki: a gondnok a mágia alapjait próbálta egy Villámvarázs nevű levelező-tanfolyam keretében elsajátítani.
Az iskola vezetése az igazgató feladata, ebben segíti az igazgatóhelyettes. Az igazgató egy tizenkét tagú felügyelőbizottságnak felelős.
Az iskola finanszírozási módja nem nagyon derül ki a könyvből, csupán annyit említ, hogy Harry-nek abból a sok pénzből amit a szülei ráhagytak, jó pár tandíj kitelik majd. A hatodik kötetben említést tesz a szerző egy könyvekből és felszerelésekből álló állományról, amelyet a rászorultak vehetnek igénybe.

## Alapítása
Azt bizonyára valamennyien tudják, hogy a Roxfortot több mint ezer éve – a pontos dátumot nem ismerjük –, alapította a kor négy legjelentősebb varázslója: Griffendél Godrik, Hugrabug Helga, Hollóháti Hedvig és Mardekár Malazár. Iskolánk négy háza az ő nevüket őrzi. Együtt építették fel ezt a kastélyt, távol a muglik lakta vidéktől. Akkoriban ugyanis az egyszerű emberek rettegtek a mágiától, s ezért tűzzel-vassal üldözték a boszorkányokat és varázslókat.

## Felvétel
Roxfortban létezik egy mágikus penna, amely nyomon követi a mágikus képességekkel rendelkező gyermekek születését, nevüket pedig bejegyzi egy nagy pergamenlapokból fűzött könyvbe. A nyári szünet alatt egy tanár (az eddigi könyvekben McGalagony professzor) felcsapja a nagy regisztert, és kiküldi a leveleket azon gyerekeknek, akik augusztus 31-ig betöltik a tizenegy éves életkort. A felvételi vagy elutasítási értesítőnek július 31-ig kell megérkeznie. A felvételi értesítő tartalmazza a szükséges felszerelések listáját, mint tankönyvek, egyenruha és további kellékek, amelyeket a tanuló a tanév során használni fog. A leendő diák megvásárol minden szükséges felszerelést. A bevásárlókörutat a nebulók legtöbbször az Abszol úton ejtik meg, amely egy titkos utca a londoni Charing Cross közelében. Azok a diákok, akik nem tudják finanszírozni a szükséges kellékeket, támogatást kapnak az iskolától (ahogy például ez a fiatal Tom Denem esetében is történt).
A mugli (vagyis varázstalan) születésű boszorkányok és varázslók, akik nincsenek képességeik tudatában, vagy a varázsvilág létezése ismeretlen számukra, személyesen egy varázslótól vehetik át levelüket, ily módon a szülők első kézből értesülhetnek a varázstársadalom létezéséről, és egyszerűen meggyőzhetők, hogy mindez nem tréfa.
Minden egyes diák vihet magával egy baglyot, békát, patkányt vagy macskát. A legtöbb tanuló baglyot választ kisállatnak, mert a baglyok a mágikus világ postásai.
A tanév szeptember 1-jén kezdődik.

## Gólyák
Akárcsak a többi tanulót, az elsőéveseket is a Roxfort Expressz szállítja a londoni King’s Cross pályaudvar 9 és ¾. vágányáról Roxmorts állomásig. Az elsőévesek a tó felől közelítik meg a kastélyt. Megbűvölt csónakokkal hajóznak át a tavon a roxforti kulcs- és háztájőrző kíséretében. A felsőbbéves tanulók thesztrálok által húzott fiákerekben érkeznek az évnyitóra.
Miután az elsőévesek megérkeznek a kastélyba, először egy nagyon fontos ceremónián, a beosztáson kell átesniük. Roxfort minden tanulója tagja a négy iskolai ház valamelyikének. A házak az iskolaalapítók nevét viselik. Ahogy McGalagony professzor mondja a Bölcsek Kövében:
A beosztás igen fontos ceremónia, mivel a Roxfortban töltött évek alatt gyakorlatilag a ház lesz a családjuk. Az órákon a ház többi tanulójával együtt vesznek részt, a ház hálótermeiben alszanak, és a ház klubhelyiségében töltik a szabadidejüket.
Az igazgatóhelyettes rövid üdvözlete után a tanulók felsorakoznak, és ábécésorrendben minden elsőéves leül a nagyteremben a diáksággal szemben elhelyezett székre. Itt történik a tényleges beosztás, ami a Teszlek Süveg feladata. Egyes években a besorolás előtt a Süveg saját szónoklatot is tart az egybegyűlteknek. Az adott diák tulajdonságainak, lelki beállítottságának, törekvéseinek és eszének megfelelően egyesével minden felsorakozottat beoszt egy házba. Miután meghozta döntését, elkiáltja a választott ház nevét, és a kisdiák elfoglalja a helyét a választott ház asztalánál. Van, mikor a Süveg tanáccsal is ellátja az iskola tanulóit.

## Házak
Ahogy az angol nyelvű országok sok iskolája, a Roxfort is úgynevezett házrendszerben működik. A Roxfort minden tanulója tagja a négy iskolai ház valamelyikének, amelyek az őket alapító boszorkányról vagy varázslóról vannak elnevezve. Mivel a tanulók jóformán teljes idejüket az azonos házban lévő diákokkal töltik, ez a rendszer meghatározó része a roxforti mindennapoknak.
- Griffendél – Griffendél Godrik
- Hugrabug – Hugrabug Helga
- Hollóhát – Hollóháti Hedvig
- Mardekár – Mardekár Malazár

Az iskola minden házának van egy vezetőtanára, akinek egyfajta vezetői és fegyelmezési feladata van saját házának diákjai fölött. A házak vezető tanárai Harry Potter tanulmányi ideje alatt:
- Griffendél – Minerva McGalagony
- Hugrabug – Pomona Bimba
- Hollóhát – Filius Flitwick
- Mardekár – 1-6. Perselus Piton 7. Horatius Lumpsluck

Ugyancsak minden háznak van egy kísértete:
- Griffendél – Félig Fejnélküli Nick (Sir Nicholas de Mimsy-Porpington)
- Hugrabug – Pufók Fráter
- Hollóhát – Szürke Hölgy (Hollóháti Heléna)
- Mardekár – Véres Báró

### A házak közötti pontverseny
A tanév folyamán a házak pontokat gyűjtenek. Ösztönzésképpen vagy büntetésként, minden tanuló eredménye vagy mulasztása (akár tanulmányi, akár fegyelmi célból) pluszpontok megítélését vagy pontok levonását vonhatja maga után. A pontok pillanatnyi állását a bejárati csarnokban elhelyezett elvarázsolt homokórák jelölik. Minden egyes jutalom- vagy büntetőpontért egy a ház színeinek megfelelő drágakő (piros rubinok a Griffendélnél, kék zafír a Hollóhátnál, sárga topáz a Hugrabugnál, és zöld smaragd a Mardekárnál) emelkedik vissza a felső tárolóba, vagy hullik alá a megfelelő homokórában. A tanév végén összesítik a pontokat, és a legtöbbet összegyűjtő ház elnyeri a Házkupát.
Pontok adományozását vagy levonását mágikus úton észleli a megfelelő homokóra, és ennek arányában megváltozik az alsó tartály drágaköveinek száma. A pontok levonására felhatalmazott személynek hangosan ki kell mondania, hogy hány pontot kíván melyik háznak adni, illetve melyiktől levonni, különben a varázs nem működik. Például amikor Montague, mint a Főinspektori Különítmény tagja megpróbált Fred és George Weasleytől pontokat levonni, az ikreknek sikerült őt bezárniuk a volt-nincs szekrénybe, mielőtt kimondhatta volna a szavakat, ezért a pontok megmaradtak.
A különböző cselekedetekhez nem tartoznak meghatározott számú pontok; a jutalom- vagy büntetőpontok számát a tanár dönti el helyben, és van, hogy nagyon különbözőképpen ítél két tanár. Az első kötetben például Hermionét öt pontra büntetik (kérése szerint), mert életét kockáztatta egy trollal folytatott harcban, amíg később Harryt, Hermionét, Ront (és Draco Malfoyt is, aki beárulta őket) 50 pontra büntették, csupán mert éjjel hálókörletükön kívül tartózkodtak. A házak kviddicseredményeikkel is pontokat szereznek, akárcsak Harry harmadik évében.
6 évnyi Mardekár-győzelmet követően Harry tanulmányainak első három évében a Griffendél nyerte a házak közti pontversenyt. A további négy kötet során nem derült ki a könyvből a végső győztes kiléte.

## Tanév és szünidő
A roxforti tanév az egyesült királyságbeli iskolák tanrendjéhez igazodik: a három szakaszból álló évet a karácsony és a húsvét tagolja. Ezen ünnepeken kívül nincs tanítás hétvégén, valamint a nyári szünidőben. A diákok fakultatívan akár az iskolában is maradhatnak a karácsonyi szünet idején, de legtöbben családi körben ünnepelnek. Azoknak sincs tanítás, akik a kastélyban maradnak, és karácsonykor együtt ünnepelnek a többiekkel. A húsvéti szünet kevésbé szórakoztató a sok tanulnivaló miatt, amit a tanárok előre feladnak a tanulóknak.
A nyári vakáción, húsvéton és karácsonyon kívül nincs szünet. Rendszerint négy ünnepséget rendeznek Roxfortban minden évben: az évnyitó- és évzáró ünnepséget, a karácsonyi és a halloweeni ünnepélyt. A negyedik kötetben ötödik ünnepségként megtartották a Trimágus Tusa megnyitóceremóniáját. A második kötetben Lockhart professzor elhatározta, hogy Valentin-napot rendez, ezzel kivívva a tanári kar és számos diák (főképp a fiúk) ellenszenvét.

## Tanárok és alkalmazottak

### Az intézmény vezetői a kezdetektől
- Everard Proudfoot (1012–1057)
- Dexter Fortescue (1057-1113)
- Amberose Swott (1113-1179)
- Vulpus (1180-1252)
- Eoessa Sakndenberg (1252-1547)
- Nutpus (1547-1614)
- Heliotrope Wilkins (1614–1741)
- Dilys Derwent (1741–1768)
- Phineas Nigellus Black (1846–1900)
- Armando Dippet (1925–1956)
- Albus Dumbledore (1956–1996) (1996–1997)
- Dolores Umbridge (1996)
- Perselus Piton (1997–1998)
- Minerva McGalagony (1998–)

### Régebbi tanárok
- Galatea Merrythought professzor – Sötét varázslatok kivédése (Voldemort tanulóévei alatt, az ő helyét szerette volna betölteni)
- Horatius Lumpsluck – Bájitaltan (Voldemort tanulóévei alatt) nyugalmazott, később visszamegy a Roxfortba Dumbledore hívására.
- Herbert Shomjam professzor – Gyom- és gyógynövénytan tanár, azokban az időkben, amikor Dumbledore tanítani kezd a Roxfortban, később a Színművészeti Varázslóakadémia tanára lett.
- Silvanus Ebshont – Legendás lények gondozása tanár Hagrid előtt, még Dumbledore előtt is tanított az iskolában.
- Quirinus Mógus – Harry első évének végéig Sötét Varázslatok Kivédése, Mugliismeret tanár.

### Tanárok Harry Potter iskolai évei alatt

#### Első kötet
- Minerva McGalagony – Átváltoztatástan
- Filius Flitwick – Bűbájtan
- Perselus Piton – Bájitaltan
- Pomona Bimba – Gyógynövénytan
- Sybill Trelawney – Jóslástan
- Aurora Sinistra – Asztronómia
- Bathsheba Babbling – Rúnaismeret
- Rolanda Hooch – Seprűlovaglás
- Cuthbert Binns – Mágiatörténet
- Septima Vector – Számmisztika
- Charity Burbage – Mugliismeret
- Silvanus Ebshont professzor – Legendás Lények Gondozása
- Quirinus Mógus – Sötét Varázslatok Kivédése

#### Második kötet
- Minerva McGalagony – Átváltoztatástan
- Filius Flitwick – Bűbájtan
- Perselus Piton – Bájitaltan
- Pomona Bimba – Gyógynövénytan
- Sibyll Trelawney – Jóslástan
- Aurora Sinistra – Asztronómia
- Bathsheba Babbling – Rúnaismeret
- Rolanda Hooch – Seprűlovaglás
- Cuthbert Binns – Mágiatörténet
- Septima Vector – Számmisztika
- Charity Burbage – Mugliismeret
- Silvanus Ebshont – Legendás Lények Gondozása
- Gilderoy Lockhart – Sötét Varázslatok Kivédése

#### Harmadik kötet
- Minerva McGalagony – Átváltoztatástan
- Filius Flitwick – Bűbájtan
- Perselus Piton – Bájitaltan
- Pomona Bimba – Gyógynövénytan
- Sibyll Trelawney – Jóslástan
- Aurora Sinistra – Asztronómia
- Bathsheba Babbling – Rúnaismeret
- Rolanda Hooch – Seprűlovaglás
- Cuthbert Binns – Mágiatörténet
- Septima Vector – Számmisztika
- Charity Burbage – Mugliismeret
- Rubeus Hagrid – Legendás Lények Gondozása
- Remus John Lupin – Sötét Varázslatok Kivédése

#### Negyedik kötet
- Minerva McGalagony – Átváltoztatástan
- Filius Flitwick – Bűbájtan
- Perselus Piton – Bájitaltan
- Pomona Bimba – Gyógynövénytan
- Sibyll Trelawney – Jóslástan
- Aurora Sinistra – Asztronómia
- Bathsheba Babbling – Rúnaismeret
- Rolanda Hooch – Seprűlovaglás
- Cuthbert Binns – Mágiatörténet
- Septima Vector – Számmisztika
- Charity Burbage – Mugliismeret
- Rubeus Hagrid – Legendás Lények Gondozása
- Wilhelmina Suette-Pollts – Legendás Lények Gondozása
- ifj. Barty Kupor / Alastor Mordon – Sötét Varázslatok Kivédése

#### Ötödik kötet
- Minerva McGalagony – Átváltoztatástan
- Filius Flitwick – Bűbájtan
- Perselus Piton – Bájitaltan
- Pomona Bimba – Gyógynövénytan
- Firenze – Jóslástan
- Sibyll Trelawney – Jóslástan
- Aurora Sinistra – Asztronómia
- Bathsheba Babbling – Rúnaismeret
- Rolanda Hooch – Seprűlovaglás
- Cuthbert Binns – Mágiatörténet
- Septima Vector – Számmisztika
- Charity Burbage – Mugliismeret
- Rubeus Hagrid – Legendás Lények Gondozása
- Wilhelmina Suette-Pollts – Legendás Lények Gondozása
- Dolores Jane Umbridge – Sötét Varázslatok Kivédése

#### Hatodik kötet
- Minerva McGalagony – Átváltoztatástan
- Filius Flitwick – Bűbájtan
- Horatius Lumpsluck – Bájitaltan
- Pomona Bimba – Gyógynövénytan
- Sibyll Trelawney – Jóslástan
- Firenze – Jóslástan
- Aurora Sinistra – Asztronómia
- Bathsheba Babbling – Rúnaismeret
- Rolanda Hooch – Seprűlovaglás
- Cuthbert Binns – Mágiatörténet
- Septima Vector – Számmisztika
- Charity Burbage – Mugliismeret
- Rubeus Hagrid – Legendás Lények Gondozása
- Perselus Piton – Sötét Varázslatok Kivédése

#### Hetedik kötet
- Minerva McGalagony – Átváltoztatástan
- Filius Flitwick – Bűbájtan
- Horatius Lumpsluck – Bájitaltan
- Pomona Bimba – Gyógynövénytan
- Sibyll Trelawney – Jóslástan
- Aurora Sinistra – Asztronómia
- Bathsheba Babbling – Rúnaismeret
- Rolanda Hooch – Seprűlovaglás
- Cuthbert Binns – Mágiatörténet
- Septima Vector – Számmisztika
- Alecto Carrow – Mugliismeret
- Rubeus Hagrid – Legendás Lények Gondozása
- Amycus Carrow – Sötét Varázslatok, kivédése nélkül

### Nem tanári munkát végző Roxforti alkalmazottak
- Rubeus Hagrid – A Roxfort Kulcs- és Háztájőrzője, valamint vadőr, a harmadik résztől Legendás Lények Gondozása tanár.
- Poppy Pomfrey – Javasasszony, gyógyító, a Roxfort ápolónője
- Madam Irma Cvikker – Roxforti könyvtáros
- Argus Frics – Gondnok

Továbbá több tucat házimanó alkotja a Roxfort személyzetét. Közülük az ismertebbek:
- Dobby – A negyedik résztől dolgozik a konyhán Winkyvel ment oda, a hetedik részben meghal
- Winky – A negyedik részben ment az iskolába Dobbyval, miután az idősebb Barty Kupor ruhát adott neki.
- Sipor – a hatodik rész elején ment az iskolába Harry parancsára, valószínűleg utána Harryvel és családjával él.

## Tantárgyak, vizsgák

### Tantárgyak
- Asztronómia – A tanulók megismerkednek a csillagos égbolt objektumaival, a csillagokkal és a bolygókkal.
- Átváltoztatástan – Tárgyak és élőlények transzformációja. Az egyik legbonyolultabb és legveszélyesebb a tantervben szereplő mágiák közül.
- Bájitaltan – Bájitaltanórák alkalmával a tanulók különböző főzetek, esszenciák, mérgek és ellenmérgek elkészítési fortélyait tanulhatják meg. Az első kötetben a bájitalok mestere Perselus Piton professzor, de amikor a hatodik kötet folyamán átveszi a Sötét varázslatok kivédése nevű órának az oktatását, melyről mindig is álmodott, egy már nyugalmazott tanerő, Horatius Lumpsluck tér vissza a kastély falai közé, és veszi kezébe az ifjú bájitalkeverők tanítását. A történetben Harry Potter nem kedveli a tárgyat, de a hatodik részben kezébe jut egy titokzatos Félvér Herceg könyve, így nagy sikere lesz benne. Az ötödikben letett RBF vizsgája a tantárgyból V(várakozáson felüli) eredményt ér el.
- Bűbájtan – Az órákon a diákok olyan bűbájok sokaságát sajátítják el, mint például tárgyak lebegtetésére szolgáló levitációs bűbáj.
- Gyógynövénytan – Különböző mágikus növények, azok felhasználásának, illetve gondozásának tudománya.
- Jóslástan – A jövőbelátás képességének, a harmadik szem titkainak kiaknázása.
- Legendás Lények Gondozása – Mágikus állatok és bestiák szokásaival, tulajdonságaival ismerkedhetünk meg.
- Mágiatörténet – Binns professzor andalító monológjai vezetik végig a tanulókat a varázsvilág történelmén.
- Mugliismeret – A diákok arról tanulnak, hogy is néz ki a muglik mindennapja, hogyan épül fel a mugli társadalom.
- Repüléstan – A diákok megtanulnak seprűn repülni, közlekedni.
- Rúnaismeret – Ősi rúnákkal és valószínűleg holt mágikus nyelvekkel foglalkozó tantárgy.
- Sötét Varázslatok Kivédése – Ahogy nevében is benne van, arra szolgál, hogy a tanulók megtanulják megvédeni magukat a sötét varázslatokkal, gonosz teremtményekkel, feketemágusokkal szemben. A tantárgyat oktató szaktanár évről évre változik, amióta Voldemort elátkozta az állást (mivel nem vették fel tanárnak).
- Számmisztika – A számok mágikus tulajdonságai.
- Párbajszakkör – A tanulók megtanulnak párbajozni.

### Tankönyvek
- Adalbert Gofrid: Modern varázselmélet
- Arsemius Mixel: Ismerkedés a varázsitalokkal
- Bathilda Bircsók: A mágia története
- Cassandra Vablatsky: A Jövő zenéje
- Miranda Dabrak: Varázslástan alapfokon I-VI.
- Emeric Ripsropsky: Az átváltoztatásról kezdőknek
- Emeric Ripsropsky: Az átváltoztatásról haladóknak
- Gilderoy Lockhart: Szakvéleményem szellemügyben
- Gilderoy Lockhart: Kirándulások a kísértetekkel
- Gilderoy Lockhart: Viszonyom a Vasorrúval
- Gilderoy Lockhart: Túrák a trollokkal
- Gilderoy Lockhart: Véres napok Vámpírföldön
- Gilderoy Lockhart: Vándorlások egy vérfarkassal
- Gilderoy Lockhart: Jószomszédom, a jeti
- Goethius Salmander: Legendás állatok és megfigyelésük
- Imigo Imago: Álom a jóslásban
- Phyllida Spora: Ezer bűvös fű és gomba
- Quentin Reskesh: A sötét erők – Önvédelmi kalauz
- Libatius Tinctor: Bájitaltan haladóknak
- Wilbert Fushel: A defenzív mágia elmélete

Ismeretlen szerzőjű könyvek:
- Harc az arctalannal
- Mágikus hieroglifák és logogramok
- Rúnafordítás haladóknak
- Numerológia és grammatika
- Spellman Szótagképtár
- Szörnyek szörnyű könyve

### Értékelés
Az első 4 évben a tanulóknak minden tantárgyból át kell menniük az év végi vizsgán, hogy a következő évfolyamba léphessenek. A vizsgákon éppúgy, mint az órákon a diákokat 0-tól (legrosszabb) 100-ig (legjobb) terjedő skálán osztályozzák, habár néhány tanuló kaphat jobb osztályzatot a maximális pontszámnál. Ha a tanuló megbukik, évet kell ismételnie (akárcsak Marcus Flint esetében).
Ahhoz, hogy a tanulók hivatalosan is vizsgázott boszorkányok és varázslók legyenek, az 5. tanév végén le kell tenniük a Rendes Bűbájos Fokozatot (RBF) (angolul Ordinary Wizarding Level (OWL)), ezután a 7. év végén letehetik a Rémisztően Agyfacsaró Varázstani Szigorlatot (RAVASZ) az általuk választott tárgyakból. A RAVASZ jóval magasabb fokú tudást feltételez, mint az RBF-vizsgák, ezért rendszerint kevesebb tantárgyból tesz egy diák RAVASZ-t.
A vizsgákon az alábbi osztályozási rendszer érvényes:
Sikeres vizsga:
- K = kiváló
- V = várakozáson felüli
- E = elfogadható

Sikertelen vizsga:
- H = hitvány
- B = borzalmas
- T = troll

Rendszerint a diáknak minimum várakozáson felüli eredményt kell elérnie az RBF-vizsgán egy tantárgyból, hogy az adott tárgyból RAVASZ-előkészítőn vehessen részt az elkövetkezendő két évben, habár néhány professzor (például Piton professzor) kiváló minősítést követel meg. Azok a tanulók, akik megbuknak, vagy nem érnek el megfelelő jegyet, a hatodik és hetedik évben RBF-szintű képzésben vesznek részt.

## Roxforti hétköznapok
Egy átlagos roxforti nap reggelivel kezdődik a nagyteremben. A tanulók saját házuk asztalánál esznek, társalognak, és – rendszerint az utolsó pillanatban – befejezik házi feladataikat. A tanári asztalnál az igazgató étkezik a tanárokkal. Reggeli közben a baglyok kézbesítik a postát gazdájuk kezébe – vagy éppen reggelijébe. Levelek barátoktól vagy szülőktől, a Reggeli Próféta előfizetett példánya, édesség otthonról és sok egyéb érkezhet bagolypostával. 9 órakor csengetés jelzi az 1. óra kezdetét.
Délelőtt egy rövid, 10 perces szünetközzel 2 órát tartanak. A szünetben a tanulóknak annyi idejük van, hogy egyik osztályteremből a másikba érjenek (a hatalmas kastélyban nem ritka, hogy a gólyák elkeverednek). Ebéd után a tanítás 1 órakor folytatódik; a két óra között ismét van egy szünet. Az elsőévesek olykor szabadok péntek délután. Este a nagytermi vacsora után a klubhelyiségben tanulnak, beszélgetnek a diákok.
Minden háznak van egy klubhelyisége, amelyek bejárata előtt egy festmény áll őrt, vagy éppen egy titkos fal mögé vannak elrejtve. A bejutáshoz szükség van a jelszóra, amelyet évente akár többször is megváltoztatnak. A klubhelyiségben karosszékek, kanapék vannak elhelyezve a tanulók számára, akárcsak íróasztalok a tanuláshoz. A helyiséget kandalló tartja melegen, amely mellett este társaloghatnak a diákok. Faliújságok vannak minden klubhelyiségben, akárcsak a kastély forgalmasabb pontjain. A tanév folyamán a tanulók hálóhelyiségekben alszanak, amelyek a klubhelyiségbe vezető lépcsőre nyílnak. Minden évfolyamnak több ötágyas hálóhelyisége van, külön a fiúknak, és a lányoknak. Az összes diáknak nagy baldachinos ágya van a ház színének megfelelő függönnyel, és vastag fehér párnája. Az ágyak mellett éjjeliszekrények állnak, emellett minden helyiségben van egy kancsó hideg víz és egy tálca poharakkal. A házak klubhelyiségeit és hálótermeit a házimanók tartják tisztán (rendszerint mikor senki nincs ébren), ők felelősek még a helyiségek melegen tartásáért és a rendért is.
Bizonyos hétvégéken a harmadéves vagy idősebb roxfortosok, ha van szülői engedélyük, lesétálhatnak a közeli Roxmorts településre, ahol kocsmákban, éttermekben és boltokban múlathatják az időt. A könyvekből kitűnik, hogy az iskola és a falu között jó kapcsolat van, a diákok jól kijönnek a helybéliekkel. A kedvenc roxmortsi célpontok közé tartozik a Mézesfalás édességbolt, Zonko Csodabazára, a Szellemszállás (a szóbeszéd szerint Britannia leginkább kísértetjárta épülete) és a Három Seprű nevezetű kocsma.

### Étel
A diákok véleménye szerint a roxforti ételek nagyon jók. A házimanók jártas szakácsok, minden étkezéskor nagy választékból csemegézhetnek a tanulók. A hozzávalók frissek, mivel helyben termesztik az üvegházaknál lévő veteményesekben. Közvetlenül a nagyterem alatt van a konyha, ahol ugyanolyan hosszú asztalok sorakoznak, mint a nagyteremben. Egyfajta hasonmása ez a felsőbb szintnek, ahova mágikus úton feltranszportálják az ételeket. A roxforti konyha jellegzetesen brit, habár alkalmanként más ízek is megjelennek (a Trimágus Tusa idején külföldi konyhák ételei is feltűntek az asztalon a vendég iskolák tiszteletére). Italnak vízen kívül tejet, teát, kávét, narancslét és töklevet szoktak felszolgálni.

## Kviddicsa Roxfortban
A kviddics nagyon fontos a Roxfort mindennapjaiban. Minden tanévben megrendezik a házak közötti kviddicsbajnokságot (kivéve Harry negyedik évében a Trimágus Tusa miatt), melynek mérkőzései nagyon izgalmas események a tanévben. Évente minden ház megmérkőzik a többivel, így ez évi hat mérkőzést jelent:
- Griffendél vs. Mardekár: a szezon első meccse, melyet november elején tartanak.
- Hugrabug vs. Hollóhát: november végén játsszák le.
- Hollóhát vs. Mardekár: januárban mérkőznek meg.
- Griffendél vs. Hugrabug: általában Valentin-nap után tartják.
- Hugrabug vs. Mardekár: május elején, a tavaszi szünet után játsszák.
- Griffendél vs. Hollóhát: a szezon utolsó meccse, május végén, a vizsgák előtt tartják, ekkor adja át az az iskola igazgatója a győztesnek járó Kviddicskupát.

A kviddicsstadion a kastély parkjában található több száz fős lelátókkal, amik szinte mindig megtelnek szurkolókkal, nézőkkel. Van mikor vendégek is érkeznek, hogy megtekintsék az iskolai mérkőzéseket. Kommentátor szerepére lehet jelentkezni, Harry roxforti évei alatt legtöbbször Lee Jorden griffendéles töltötte be ezt a posztot.
Minden háznak van egy 7 tagból álló csapata (3 hajtó, 2 terelő, 1 őrző és 1 fogó). A csapatkapitányok függetlenek posztjuktól. Minden háznak van a tanév második hetében egy válogatása, melyben a házak csapatkapitányai kiválasztják a csapattagokat, melyek évfolyamtól függetlenül kerülnek be a csapatba (bár az elsőévesek még nem használhatnak saját seprűt, de Harry már elsőévesen bekerült a csapatba). Ugyanakkor a kapitány vezeti az edzéseket (melyek idejét ő szabja ki), tervezi a stratégiát is. A Roxfortban a kviddicsért felelős tanár Madam Hooch, általában ő a játékvezető is.
A mérkőzések közben szerzett pontok (egy gól 10 pontot, a cikesz elkapása 150 pontot ér), befolyásolják a házak közti pontversenyt is.
A mérkőzések alatt sokszor történik sérülés, de ezt a kockázatot a játékosoknak vállalniuk kell. (Halálesetek ritkán történnek.)

### A házak kviddicscsapatai

#### Griffendél
Ismert csapatkapitányok:
- James Potter – 1975 - 1977
- Charlie Weasley – 1984 – 1990
- Oliver Wood – 1990-1994
- Angelina Johnson – 1995-96
- Harry Potter – 1996-97
- Ginny Weasley - 2002-2004

Ismert csapattagok:
- James Potter – fogó(1972-77)
- Minerva McGalagony – hajtó
- Charlie Weasley – fogó (1985-91)
- Oliver Wood – őrző (1988-94)
- Angelina Johnson – hajtó (1990-96)
- Alicia Spinnet – hajtó (1990-96)
- Katie Bell – hajtó (1991-97)
- Fred Weasley – terelő (1990-95)
- George Weasley – terelő (1990-95)
- Harry Potter – fogó (1991-97)
- Ginny Weasley – fogó, majd hajtó (1995-97)
- Andrew Kirke – terelő (1995-96)
- Jack Sloper – terelő (1995-96)
- Ron Weasley – őrző (1995-97)
- Cormac McLaggen – őrző (1997)
- Demelza Robins – hajtó (1996-97)
- Dean Thomas – hajtó (1996-97)
- Ritchie Coote – terelő (1996-97)
- Jimmy Peakes – terelő (1996-97)
- Sirius Orion Black – terelő(1973-77)
- Marlene Mckinnon – terelő(1974-76)

A Griffendél kviddicstalárjának színe piros.
A Griffendél általában erős csapattal áll ki, de 1985-1991-ig képtelenek voltak a kupát megnyerni, s csak a második helyre kerültek a Mardekár mögött hét éven keresztül. 1991-ben került a csapatba Harry Potter, aki az elmúlt száz év legfiatalabb fogójává lett, és mindenki azt mondta, a fiú jelenlétével már biztosított a győzelem. Sajnos, a csapat ismét elvesztette a kupagyőzelem esélyét 1991 tavaszán, mert Harry eszméletlenül feküdt a gyengélkedőn, és 1992-ban a döntőt a merényletek miatt lefújták. 1993-ben aztán, végre, a Griffendél megszerezte a kiérdemelt jutalmat, a kviddics-kupát. A csapatkapitány Oliver Wood volt egy erős és tehetséges játékos, az őrzői posztot töltötte be Harry első három évében. Wood a játék megszállottja volt, és csapatát akkor is kiűzte gyakorolni, mikor más csapatok a kastélyban csücsültek a hideg és esőverte kviddicspálya helyett, hiszen már nyáron kitervelték a stratégiákat, hogy ősszel kímélni tudják a csapatot. Miután Wood elhagyta az iskolát, egy évig nem kviddicseztek a Trimágus Tusa miatt. A következő tanévben Angelina Johnson, majd Harry Potter kapta a kapitányi karszalagot.

#### Hugrabug
Ismert csapattagok:
- Cadwallader – hajtó
- Cedric Diggory – kapitány és fogó (1993-1995)
- Summerby (fiú) – fogó (1995-1997)
- Zacharias Smith – hajtó és kapitány (1995-1997)

A Hugrabug kviddicstalárjának színe sárga.

#### Hollóhát
Ismert csapattagok:
- Bradley - hajtó (1995-1996)
- Chambers - hajtó (1995-1996
- Cho Chang – fogó (1993-1997)
- Roger Davies – hajtó,kapitány (1993-1996)

A Hollóhát kviddicstalárjának színe kék.

#### Mardekár
Ismert csapattagok:
Hajtók:
- Adrien Pucey – (1991-1996)
- Marcus Flint - kapitány (1991-1994)
- Graham Montague - (1993-1996)
- Cassius Warrington - (1993-1996)
- Urquhart - (1996-1997)
- Vaisey - kapitány (1996-1997)

Fogók:
- Regulus Arturus Black - (1973-1978)
- Terence Higgs - (1991-1992)
- Draco Malfoy - (1992-1997)
- Harper - (1997)

Őrzők:
- Miles Bletchley - (1991-1996)

Terelők:
- Lucian Bole – (1993-1995)
- Peregrine Derrick – (1993-1995)
- Gregory Monstro – (1995-1998)
- Vincent Crak – (1995-1998)

### Mérkőzések
1991–1992
- Griffendél 170 – 60 Mardekár
- Hugrabug – Hollóhát
- Griffendél – Hugrabug (Griffendél győzelem)
- Mardekár – Hollóhát
- Mardekár – Hugrabug
- Griffendél – Hollóhát (a Griffendél az utóbbi száz év legcsúfosabb vereségét szenvedte el)

1992–1993
- Griffendél 150 – 60 Mardekár
- Hugrabug – Hollóhát
- Hollóhát – Mardekár
- Griffendél – Hugrabug (törölve)
- Hugrabug – Mardekár (törölve)
- Griffendél – Hollóhát (törölve)

1993–1994
- Griffendél 50 – 150 Hugrabug (Harry Potter, a Griffendél fogójátékosa leesett a seprűjéről)
- Hugrabug – Hollóhát (a Hollóhát lesöpörte a Hugrabugot a pályáról)
- Hollóhát – Mardekár (a Mardekár győzött kis pontkülönbséggel)
- Griffendél 230 – 30 Hollóhát
- Hugrabug – Mardekár
- Griffendél 230 – 20 Mardekár

1994-1995
- A Trimágus Tusa miatt ebben az évben nem voltak mérkőzések.

1995-1996
- Griffendél 160-40 Mardekár
- Hugrabug - Hollóhát
- Hollóhát - Mardekár
- Griffendél 230 - 240 Hugrabug
- Mardekár - Hugrabug (szoros mérkőzés, Hugrabug győzelem)
- Griffendél - Hollóhát (Griffendél győzelem)

1996-1997
- Griffendél - Mardekár (Griffendél győzelem 250 ponttal)
- Hugrabug - Hollóhát
- Hollóhát - Mardekár
- Griffendél 60 - 320 Hugrabug
- Mardekár - Hugrabug
- Griffendél 450 - 140 Hollóhát

## A roxforti birtok és környéke
J.K. Rowling Roxfortról:
Egy hatalmas, zegzugos, zordon kastély rengeteg toronnyal és ablakkal. Akárcsak a Weasley-ház, ez az épület sem mugli kezek műve, mert mágia hatja át.
Roxfort Skócia egy félreeső, hegyekkel tagolt táján emelkedik a regénybeli Roxmorts település közelében. 
A Roxfortot számtalan ősi bűbáj védi: mugliriasztó bűbájok (az arra tévedő mugliknak hirtelen eszükbe jut, hogy otthon felejtettek valamit és a kastély helyén egy düledező romot találnak felirattal egy táblán: BELÉPNI TILOS ÉS ÉLETVESZÉLYES!), hoppanálás és dehoppanálásgátló illetve a birtokon tartózkodók testének és elméjének védelmére kihelyezett bűbájok és még számtalan védővarázs.

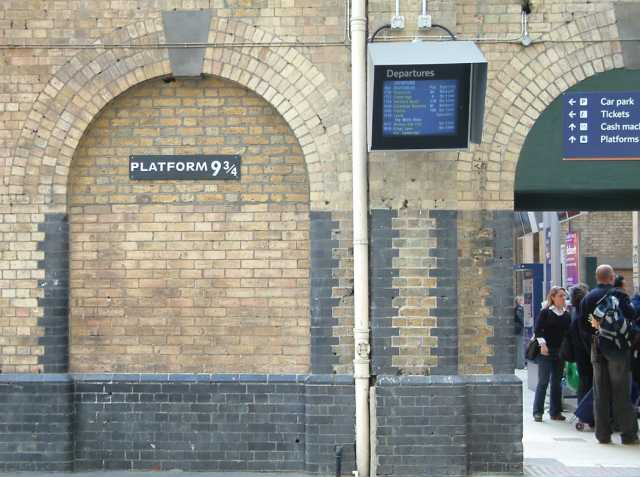
9 és 3/4. vágány a King’s Cross pályaudvaron

Roxmorts forgalmi csomópontként és – vendéglői révén – szállásként áll az iskola látogatóinak rendelkezésére. Itt található a legközelebbi vasútállomás. Roxmorts az egyetlen csak boszorkányok és varázslók által lakott település. A falu híres Mézesfalás nevű édességboltjáról, Zonko Csodabazárjáról, a Három Seprű nevezetű kocsmájáról, s Madam Poodyfoot Turbékoló Párocskák nevű fogadójáról. Népszerű a roxforti tanulók körében, akik a kijelölt alkalmakkor kikapcsolódásként felkeresik a települést. A tanév kezdetén a diákok a Roxfort Expresszel jutnak el a roxmortsi vasútállomásra, a vonat a londoni King’s Cross pályaudvar 9 és 3/4. vágányáról indul. Egy térképen, amit Rowling rajzolt a filmstábnak, a vasútállomás délkeletre fekszik az iskolától, míg Roxmorts északnyugatra.
Mivel a hoppanálás (egy közlekedési mód, melynek során a varázsló eltűnik a kiindulási helyről, és felbukkan a célhelyen) a biztonsági bűbájok miatt a teljes birtokon lehetetlen, a Roxfort Expressz az elsődleges közlekedési lehetőség az iskolába érkezőknek. Jóllehet egyéb közlekedési módok is elképzelhetőek, a vonatot rendszerint a diákok használják. Az iskola elérhető seprűnyélen, hoppanálással a birtok környékére, a Kóbor Grimbusszal (útszélén rekedt boszorkányok és varázslók buszjárata), Hop-porral a Hopp-hálózaton keresztül vagy zsupszkulcs segítségével. Az iskola védelmi varázslatokkal és mágikus sorompók rendszerével van ellátva. Az intézményben thesztrál húzta fiákerek is rendelkezésre állnak, amelyek az idősebb diákokat a vasútállomás és az iskola között szállítják. A fiákerek áthaladnak a hatalmas szárnyas vadkanokkal szegélyezett kapukon, majd felgördülnek a kastély főbejáratához, miközben elhaladnak a tó mellett. Miután a tanulók az iskola birtokára érnek, a kapuk bezárulnak, és a szigorú biztonsági intézkedések életbe lépnek (amit Harry is tapasztal, amikor elkésik a hatodik kötetben).

### A kastély
Ó, én bizony korántsem merném állítani, hogy ismerem a Roxfort összes titkát.
- Dumbledore -
A Roxfort kastély egy száztornyú, hatalmas épület, hét emelettel, számtalan folyosóval és teremmel, 142 lépcsővel, melyek közül van, ami egyes napokon másfelé vezet, van amelyeken van egy titkos lépcsőfok, melyet át kell ugrani, különben elnyeli az arra tévedő lábát. Az ajtókkal sem könnyebb boldogulni: akadnak olyanok, amelyek csak akkor nyílnak ki, ha szépen kérik őket, vagy csiklandozni kell őket a megfelelő helyen. Más ajtók nem is ajtók, hanem magukat ajtóknak tettető falak. Azt is igen nehéz megjegyezni, hogy mi hol van az iskolában, mert minden folyton vándorol. A festményeken ábrázolt emberek mozognak, és átjárnak egymáshoz látogatóba. A folyosókon rengeteg lovagi páncél, címerpajzs és faliszőnyeg található.
A kastélyból 7 titkos alagút vezet ki: az iskola gondnoka, Argus Frics csak 4-et ismer, egy beomlott, egy Roxmortsba vezet a Mézesfalásba, egy pedig a fúriafűz alól indul a Szellemszállásra. A 7. évben a Szükség Szobájából is vezetett egy a Szárnyas Vadkanba, melyet feltehetőleg a Szoba épített.
A kastély még számtalan titkot rejt.
Nem készítettem alaprajzot Roxforthoz, mert még a legképzettebb mérnöknek is nehéz lenne olyasmit lerajzolni, annak ismeretében, hogy a lépcsők és a szobák vándorolnak. Ennek ellenére tökéletesen el tudom képzelni, hogy milyen.
- J.K. Rowling -

#### Ismert helyek a kastélyban

##### Alagsor
- Pincefolyosók: a bejárati csarnokból lefelé vezető kőlépcső aljától indul, innen nyílnak egyes helyiségek.
- Bájitaltanterem: elég nagy ahhoz, hogy kb. két osztály elférjen benne (20 üst). Itt jóval hidegebb van, mint a fenti termekben, különösen a téli hónapokban. A sarokban egy vízköpő szájából jéghideg víz csordogál egy kőtálba.
- A bájitaltantanár szobája: Piton professzor idején itt mindig félhomály van, a falak mentén bájitalos üvegek vagy színes lében úszkáló döglött állatok és növények sorakoznak. Piton a szoba sarkában egy nagy szekrényt tárol, ahol többek között a privát bájital-hozzávalóit tartja.
- Mardekár klubhelyisége: bejáratát egy sima kőfal mögött találjuk, mely jelszóra nyílik, és elég messze található a bejárati csarnokba vezető kőlépcsőtől. A helyiséget zöld ernyőjű lámpák világítják meg, egyes feltételezések szerint a tó alatt található.
- Tömlöcök: az egyik tömlöcben rendezte Félig Fej Nélküli Nick a kimúlásnapi partiját.
- Konyhafolyosó: a folyosó – mely a Hugrabug klubhelyiségéhez is vezet – tágas, fáklyákkal van megvilágítva; a falakon főként ételeket ábrázoló festmények láthatók.
- Konyha: pontosan a Nagyterem alatt helyezkedik el, és méretre is körülbelül akkora. Magas mennyezete van, és hatalmas tégla tűzhely található a terem egyik végében. Rézedények, serpenyők, kannák lógnak körös-körül a falakon. Négy hosszú asztal helyezkedik el középen, pontosan úgy, ahogy a házak asztalai fölöttük a nagyteremben, és amikor tálalásra kerül a sor, az ételeket a plafonon keresztül teleportálják a tányérokra. A konyhában körülbelül száz házimanó dolgozik. Úgy lehet bejutni, hogy a márványlépcső jobb oldalánál lévő ajtón be kell menni, majd át a folyosón egy gyümölcsöstálat ábrázoló festményig. Meg kell csiklandozni a körtét, mire az kuncogni kezd, és kilinccsé válik.
- Hugrabug klubhelyisége
- Titkok Kamrája a második emeleti lányvécéből nyílik a bejárata, és mélyen a kastély alatt van.

##### Földszint
- Bejárati csarnok: hatalmas, impozáns, tágas, fáklyákkal megvilágított, kőlapokkal borított padlójú csarnok, ide nyílik a parkról a kastély kapuja, a nyugatra néző tölgyfaajtó. A bejárattal szemben található a márványlépcső, mely az első emeletre vezet. A csarnok két végében egy-egy ajtó található: egy a pincébe vezető kőlépcsőre nyílik, egy a konyha folyosójára vezető lépcsőre. A Csarnokból egy kisebb terem is nyílik, ahol van egy kandalló és pár festmény, itt várnak a gólyák a beosztásra. Itt négy óriási homokóra is található, mely a házak közti pontverseny állását jelzi.
- Nagyterem: A kastély legnagyobb terme hatalmas ablakokkal és elvarázsolt mennyezettel, mely a kinti égboltot mutatja. Négy hosszú asztal áll a terem közepén a négy ház tanulóinak. Ezekre merőlegesen a terem végében a tanárok asztala. A tanári asztal mögött nyílik egy ajtó, ami lehetővé teszi, hogy a bejárati csarnokon való átvágás nélkül jussunk a nagyterembe. A nagyteremhez kapcsolódik a kis terem.
- Seprűtároló: a bejárati csarnokból nyílik, Harry és Hermione is ide bújtak el, mikor az Időnyerőt használták, Ron és Harry is ide zárták be Crakot és Monstrót, mikor a Százfűlé-főzettel felvették alakjukat.
- Földszinti folyosó: ez vezet a 11-es, használaton kívüli tanteremhez is.
- 11-es tanterem: Firenze, a kentaur itt tartotta a jóslástan órákat a diákoknak az 5. évtől, miután Dumbledore professzor elvarázsolta a termet egy erdei tisztássá.
- Gondnok szobája: Frics úr sülthal szagú szobájának nagy részét irattartó és tároló szekrények foglalják el, amikben Frics dokumentálja a tanulók kihágásait. A szobában láncok és bilincsek lógnak, ezenkívül egy íróasztal áll itt, rajta űrlapokkal. A világítás csupán egy régi, mennyezeten lógó olajlámpa.

##### I. emelet
- Mugliismeret-tanterem: a harmadik évben Hermione az I. emeleten válik el a fiúktól, a mugliismeret vizsgájára menet.
- Sötét varázslatok kivédése tanterem: mikor Lockhart "elkapta" Harry-t az udvaron, beterelte őt egy oldalajtón a kastélyba (így a földszinten voltak), végigvezette egy folyosón (nagyteremmel szemben lévő földszinti folyosó), majd felterelte egy lépcsőn (így már az első emeleten vannak).
- Tanári szoba: Lupin a harmadik évben ide hozta az osztály, hogy itt gyakoroljanak egy szekrénybe férkőzött mumuson. Az SVK-tanteremtől két folyosónyira vezette Lupin a tanulókat, így jutottak el a tanári szobához, vagyis elméletileg egy emeleten van a tanteremmel. Az első évben viszont a tanári szoba a bejárati csarnokból nyílott, vagyis itt is jelen van a Roxfortban helyiségek vándorlása...
- Mágiatörténet-tanterem: tágas tanterem, előfordul, hogy Binns professzor a táblán keresztül jön be, majd távozik a teremből.
- Az átváltoztatástan-tanár szobája: McGalagony professzor szobája az első emeleti folyosóról nyílik (BK15).
- Gyengélkedő: rengeteg ágy található itt fehér lepedőkkel, paravánokkal és ágytálakkal. Innen nyílik a javasasszony, Madam Pomfrey szobája. A 4. évtől a harmadik emeletre költözött.

##### II. emelet
- Hisztis Myrtle mosdója: használaton kívüli mosdó, ahol Hisztis Myrtle kísért. Itt található a Titkok Kamrájának bejárata egy mosdókagyló mögött, melynek csapjára egy kígyót karcoltak. Rosszul karbantartott berendezésű, nyomasztó hangulatú helyiség.
- SVK-tanár szobája: minden tanár idejében máshogy festett, Lockhart szobáját saját magáról készült képek díszítették, Lupin szobájában akváriumok voltak láthatók a szobában, bennük olyan lényekkel, melyeket az órán készült bemutatni. Mordon (Barty Kupor) idejében malíciamutatók és álságdetektorok és egy hétzáras láda volt a szobában, Dolores Umbridge idején pedig színes kiscicákat ábrázoló tányérok, csipke- és virágmintás terítők, szárított virágok.

(A TK7-ben Harry a második emeleten keresi fel Lockhartot a szobájában, ez azonban ellentmondás is, hisz mikor a II. emeleten meglátják a feliratot a falon és a kővé dermedt Mrs Norrist, Lockhart azt mondja, hogy az ő szobája egy emelettel feljebb van, vagyis a III.-on)

##### III. emelet
- Púpos boszorka szobra: a Roxmortsba vezető titkos út bejárata.
- "Tiltott folyosó": Bolyhoska itt őrizte a Bölcsek kövének kamrájához vezető folyosók bejáratát, a csapóajtót.
- Trófeaterem: Roxfortban a trófeateremben tartják az összes régi kitüntetést, díjat, szobrocskát, serleget és medált szép kristályüveg mögött. Az iskolaelső fiúk és lányok nevei is itt vannak listába szedve. Ide tartozik még egy hosszú galéria tele lovagi páncélokkal. Hóborc egyik kedvenc elfoglaltsága a trófeateremben ugrabugrálni.
- Bűbájtan terem
- Gyengélkedő: a 3. évben még az első emeleten volt.

##### IV. emelet
- Folyosó: a beomlott titkos alagút innen indult egy tükör mögül. Egy mosdó is van ezen az emeleten, ahová Montague egyszer egy vécékagylóba beszorult. Harry egyszer összefutott ezen a folyosón Hóborccal a negyedik évben. A folyosó falán egy tájkép lóg, oda bújt el a Kövér Dáma, miután Sirius Black megrongálta a festményét. A folyosó egy lépcsőhöz vezet, mellyel egy emeletet juthatunk lejjebb. A folyosó felénél lóg egy falikárpit, mögötte egy lépcső található (melynek végén szintén van egy), közepén található a trükkös lépcsőfok, melyet át kell ugrani, bár Harry a negyedik évben a prefektusi fürdőből visszafelé tartva a láthatatlanná tévő köpenye alatt, a Trimágus Tojással a kezében rálépett erre a lépcsőfokra, mely elnyelte a lábát, és így majdnem lebukott Piton előtt, de Mordon a segítségére sietett.
- Könyvtár: a roxforti könyvtár több ezer polcon könyvek tízezreit sorakoztatja fel, rengeteg szekcióban. A könyvtár végében található a zárolt rész, melyet alsóbb éves diák csak tanári engedéllyel látogathat. A könyvtár este 8-kor zár. A csokoládé (és valószínűleg az összes többi étel) fogyasztása a könyvtárban szigorúan tilos. A könyvtárban van várólista is, melyben a tanulók előre kifejezhetik könyvigényüket.
- Edevis tükrének terme

##### V. emelet
- Folyosó: Balgatag Boris szobrától a Griffendél-toronyig vezető legrövidebb út ezen folyosó végén kezdődik, míg a negyedik emeletre vezető legközelebbi lépcső éppen az ellenkező irányban van.
- Prefektusi fürdő: ebben a fürdőben jött rá Harry a negyedik évben a Trimágus Tojás titkára. Bejárata az ötödik emeleti folyosóról nyílik, Balgatag Boris szobrától a 4. ajtó. A jelszó: pacsuli. A fürdőben a falak és a padló fehér márványból készültek, a világítást csillárba foglalt gyertyák szolgáltatják. A hatalmas márványmedence körül csapok százai vannak elhelyezve, mindegyikbe valamilyen drágakővet foglaltak és mindegyikből más folyik, nemcsak víz, hanem pl. habfürdők, olajok , buborékok stb. Az ablakokat fehér függönyök takarják. A sarokban egy halom fehér, puha törülköző található.
- Simaszájú Gergely szobra: a Keleti Szárny egyik folyosóján áll, ahová Fred és George mágikus mocsarat bűvöltek, mielőtt elhagyták Roxfortot.

##### VI. emelet
- Mosdó: itt párbajozott Harry Malfoyjal a hatodik évben.

##### VII. emelet
- Folyosók: a folyosón található Badar Barnabás mozgó faliszőnyege, mellyel szemben a Szükség Szobájának bejárata van. A folyosó egyik végén ablak van, másik végén egy ember nagyságú váza. Egy másik folyosón van a kőszörny, mely az igazgatói irodát őrzi a hatodik évben (bár a korábbiakban nem itt van). Az egyik hetedik emeleti folyosón találkoztak Harryék Sir Cadogan-nel, aki megmutatta nekik a jóslástan terem felé vezető utat.
- Langaléta Lanchan szobra: a Kövér Dáma portréja és a hatodik emeletre vezető lépcsőtől jobbra áll. (FR13)
- Szükség Szobája
- Griffendél klubhelyisége: bejárata a Kövér Dáma portréja mögött, mely csak jelszóra enged utat. A portrélyukon bemászva a Griffendél-torony legalsó szintjére jutunk, innen nyílnak a hálótermek. Hálótermek – fiúknak és lányoknak évfolyamonként külön – egy kör alakú terem baldachinos ágyakkal és nagy ablakokkal (bár ez nem a hetedik emelet, hanem a Griffendél-torony, ami a hetedik emelet fölött van). A klubhelyiségben puha fotelek, kanapék, kandalló és íróasztalok találhatók.
- Jóslástan terem: az Északi Torony alapja, kör alakú terem, egy mennyezeti csapóajtón át lehet bejutni egy létrán. A teremben nagyon meleg van, fűszerillat terjeng. Mindenütt kis kör alakú asztalok és puffok, a falak polcokkal vannak tele, melyeken teáscsészék, kristálygömbök, kártyapaklik, stb.
- Bűbájtan tanár szobája: Flitwick professzor szobája Dumbledore professzor elmondása szerint a Nyugati Toronytól számolva a 13. ablak mögött található.
- Átváltoztatástan terem: Harryék az első jóslástan óra után leereszkedtek a padlásszobából a csigalépcsőn arra a folyosóra, ahol Sir Cadogan-nel találkoztak, majd pár folyosón baktattak végig(vagyis lépcsőn nem) átváltoztatástan órára menet, így ezen az emeleten kell lennie az átváltoztatástan teremnek is.
- Igazgató szobája: egy kőszörny őrzi a forgólépcsőt, csak jelszóra ugrik félre, hogy utat engedjen. Bejárata fényes tölgyajtó griffet formázó kopogtatóval. A helyiség tágas, kör alakú. A falakat az előző igazgatók és igazgatónők portréi takarják. Közvetlenül az igazgató íróasztala mögötti polcon a Teszlek Süveg trónol, mellette csinos üvegtárolóban Griffendél kardja pihen. Egy másik falnál kandalló helyezkedik el. Az igazgató asztala hatalmas, és karmos lábakon áll, mögötte az igazgató karosszéke áll, ezenkívül még pár szék vendégek fogadására. Dumbledore idejében pipaszár lábú asztalokon „füstöt eregető kis ezüst szerkezetek" voltak találhatók, ezenkívül az ajtó közelében egy kis arany ülőrúd állt Fawkes, a főnix számára. Az ülőrúd mögött pedig egy fekete szekrényke, ahol a merengő található. A szobát kör alakú ablakok is megvilágítják, melyek keletre néznek és kilátás nyílik róluk a kviddicsstadionra is.

(Dumbledore irodájának holléte felől nem lehetünk teljesen biztosak. A TS28-ban a bejárat a második emeleten van, de a FVH-ben a hetediken található egy toronyban.)

##### Tornyok
- Csillagvizsgáló torony(wd): a kastély legmagasabb tornya. Itt tartják minden szerdán éjfélkor az asztronómia órát. Egy meredek csigalépcső vezet a torony tetejébe, és egy ajtó (vaskarika szolgál kilincs gyanánt) nyílik a lőrésekkel szabdalt bástyára.
- Griffendél-torony
- Hollóhát-torony: itt van a Hollóhát klubhelyisége. A házat egy kilincs nélküli ajtó védi, amelyből egy sas dugja ki a fejét, ha valaki be akar menni, és egy nehéz kérdést tesz fel. Csak akkor lehet bemenni, ha helyes a válasz a kérdésre.
- Nyugati torony: Bagolyház gyanánt is szolgál.
- Északi torony: itt található a jóslástanterem és Sybill Trelawney professzor szobája.

### A birtok
Az iskola kiterjedt birtokán helyet kapnak ligetes területek, virágágyások, veteményesek, egy tó, egy nagy és sűrű erdő (a Tiltott Rengeteg, ahová diákoknak tilos a belépés, az ott élő veszélyes élőlények miatt), egypár üvegház és más épületek, és egy kviddicspálya. Van egy bagolyház az iskola és a tanulók baglyai számára. A kastélyt hegyek ölelik körül.

#### A fúriafűz
A fúriafűz egy a Roxfort-birtokon álló növény, amely először a Harry Potter-sorozat második részében jelenik meg. A fúriafűz jellegzetessége, hogy ha valaki megpróbál a közelébe menni, akkor azonnal "életre kel", vaskos, nehéz ágainak csapásával próbálja megsebesíteni támadóját (vagy a támadónak ítélt személyt). A Harry Potter és a Titkok Kamrája című részben Harry Potter és Ron Weasley egy repülő autóval a fának ütköznek, és kis híján komoly sérüléseket szenvednek a fa ütéseinek köszönhetően.
A fúriafűz jelentősége a harmadik részben fokozódik, amikor Sirius Black kutya képében a gyökerek közti járatba vonszolja Ron Weasley-t. Ebben a részben derül ki, hogy a fát Albus Dumbledore utasítására ültették az iskola mellé, amikor az igazgató engedélyezte Remus Lupin felvételét a Roxfortba, annak ellenére, hogy a férfi (akkor kisfiú) Fenir Greyback harapása következtében vérfarkas volt. A fúriafűz egyik görcsének megérintésére megmerevedik, és szünetel a támadás, így be lehet jutni a fa gyökereinél található járatba, amely a Szellemszállásra vezet. (A fa görcsének megérintése Peter Pettigrew, vagyis Féregfark feladata volt.)
A fúriafűz alól induló járat és a Szellemszállás több fontos esemény helyszíne is lesz, többek között itt derül ki, hogy Peter Pettigrew volt Harry szüleinek titokgazdája, és itt kerül sor Perselus Piton halálára is a hetedik részben.